# Damiano Rosatelli
Damiano Rosatelli (Roma, 4 de noviembre de 1995) es un deportista italiano que compite en esgrima, especialista en la modalidad de florete. En los Juegos Europeos de Bakú 2015 obtuvo una medalla de plata en la prueba por equipos.

## Palmarés internacional
| Juegos Europeos | Juegos Europeos   | Juegos Europeos  | Juegos Europeos     |
| Año             | Lugar             | Medalla          | Prueba              |
| --------------- | ----------------- | ---------------- | ------------------- |
| 2015            | Bakú (Azerbaiyán) | Medalla de plata | Florete por equipos |